# (32458) 2000 SF87
2000 SF87 (asteroide 32458) é um asteroide da cintura principal. Possui uma excentricidade de 0.23289400 e uma inclinação de 12.22803º.
Este asteroide foi descoberto no dia 24 de setembro de 2000 por LINEAR em Socorro.